# Laryngoplastie
Une laryngoplastie est une intervention de chirurgie ORL sur les cartilages du larynx.

## Rappels anatomiques

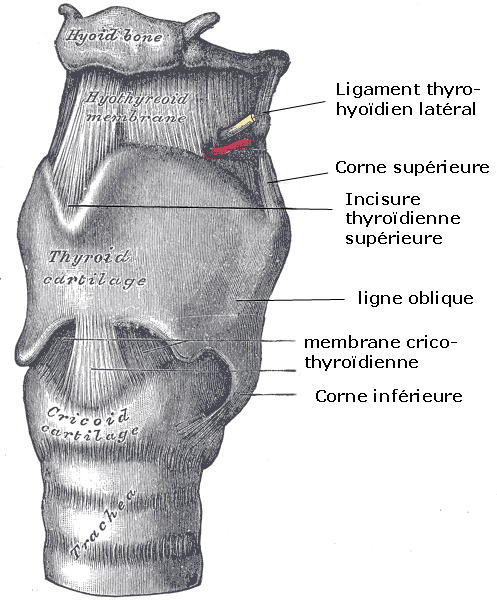
Vue antérieure du larynx.

Le larynx est un organe de l'appareil respiratoire situé au niveau du cou. C'est un conduit cartilagineux rigide soutenu par quatre cartilages :
- le cartilage thyroïde, qui forme le relief de la « pomme d'Adam », dans sa partie antérieure ;
- le cartilage cricoïde, qui a une forme de bague, et qui est situé dans la partie inférieure du larynx, au-dessus du premier anneau trachéal ;
- le cartilage épiglottique, en forme de cuiller, en position centrale et supérieure;
- les cartilages aryténoïdes, articulés à la face supérieure du cartilage cricoïde, mobiles et donnant attache aux cordes vocales.

## Intervention
On distingue plusieurs types de laryngoplastie. La laryngoplastie de réduction est une intervention esthétique visant à réduire la proéminence de la pomme d'Adam. Par ailleurs, dans les sténoses laryngées très serrées, une laryngoplastie consiste à ouvrir et remanier les cartilages afin de rétablir un calibre laryngé normal. La laryngoplastie de médialisation et la laryngoplastie par adduction de l'aryténoïde sont, elles, des interventions destinées à repousser une corde vocale en position médiane afin de corriger une paralysie.